# الرواماء
الرواماء، هي قرية من فئة (ب) تقع في محافظة الرين، والتابعة لمنطقة الرياض في السعودية. وتبعد الرواماء عن محافظة الرين بمسافة تقارب () كم.